# Batátový koláč
Batátový koláč (anglicky: sweet potato pie) je dezert pocházející z jihu USA. Skládá se z tenké misky z těsta, která je naplněna batátovou směsí. Tato směs se skládá z batátů (sladkých brambor), mléka (často i kondenzovaného), cukru a vajec. Tato směs je ochucena obvykle vanilkou, skořicí nebo muškátovým oříškem. Tradičně se podává na Den díkůvzdání nebo na Vánoce. V havajské kuchyni se lze setkat také s batátovým koláčem s haupiou. 
Koláče mají svůj původ už ve středověké Evropě, batáty se na americký Jih dostaly s otroky z Afriky.